# Diatenopteryx
Diatenopteryx é um género botânico pertencente à família Sapindaceae.

## Espécies
- Diatenopteryx grazielae Vaz & Andreata (Brasil)
- Diatenopteryx sorbifolia Radlk. (Paraguai, Bolívia e Brasil)